# 中央军事委员会装备发展部
中国共产党中央军事委员会装备发展部与中华人民共和国中央军事委员会装备发展部一个机构两块牌子，通称中央军事委员会装备发展部，简称中央军委装备发展部，是中央军事委员会机关第一级职能部门，副战区大单位，负责全军装备发展工作，位于北京市。

## 历史沿革
其前身为1998年组建的中国人民解放军总装备部。2015年11月，在深化国防和军队改革中，撤销中国人民解放军总装备部，改组成立中央军委装备发展部。2016年1月7日，中央军委装备发展部正式成立。
军委装备发展部承接原总装备部的职能。装备发展部主要履行全军装备发展规划计划、研发试验鉴定、采购管理、信息系统建设等职能，着力构建由军委装备部门集中统管、军种具体建管、战区联合运用的体制架构。

## 机构设置
2015年改革后，中央军委装备发展部设置下列机构：

### 内设机构
- 办公厅
- 政治工作局
- 综合计划局
- 合同监管局
- 科研订购局
- 信息系统局
- 试验鉴定局
- 国防知识产权局
- 装备技术合作局
- 军事代表局
- 中國載人航天工程辦公室

### 直属单位
- 国防专利审查中心

## 历任领导
| 中央军委装备发展部部长 1. 张又侠 上将（2015年11月—2017年8月） 2. 李尚福 陆军上将（2017年8月—2022年10月） 3. 许学强 空军上将（2022年10月—） | 中央军委装备发展部政治委员 1. 王洪尧 上将（2015年11月—2017年1月） 2. 安兆庆 空军中将（2017年1月—2019年4月） |

| 中央军委装备发展部副部长 - 张育林 中将（2015年11月—2018年10月） - 刘 胜 中将（2015年11月—2019年） - 王 力 中将（2015年11月—2018年3月） - 冯丹宇 少将（2016年—2017年8月） - 王兆耀 少将（2018年10月—） - 钱卫平 少将（2018年12月—2019年7月） - 夏清月 少将（2019年12月—） | 中央军委装备发展部副政治委员 |